# Звалище (фільм)
«Звалище» (англ. Waste Land) — британсько-бразильський документальний фільм режисерів Люсі Вокер, Жоао Жардім і Карен Гарлі, знятий у 2010 році. Світова прем'єра стрічки відбулася 24 січня 2010 року на кінофестивалі «Санденс».
Фільм здобув понад 50 кінонагород, зокрема нагороду Міжнародної асоціації документального кіно за найкращий документальний фільм (яку вручили режисерці Люсі Вокер у мішку для сміття), і був номінований на 83-ю церемонію вручення премії Американської кіноакадемії в категорії "Найкращий документальний фільм".

## Сюжет
Залишивши свій будинок у Нью-Йорку, відомий художник Вік Муніс повертається на батьківщину в Бразилію, щоб відобразити найбільше звалище в світі Жардім-Грамашу, розташоване на околиці Ріо-де-Жанейро, і його мешканців — катадорес, що займаються сортуванням відходів. Спочатку Муніс збирався «написати» серію портретів за допомогою сміття. Виявилося, що спілкування з художником під час роботи над цими портретами дозволило їм по-новому глянути на себе і своє життя.

## Нагороди
Загалом стрічка отримала 5 нагород, зокрема:
- Фестиваль «Санденс» (2010)
  - Приз глядацьких симпатій в категорії «Найкращий документальний фільм» програми «Світове кіно»
- Берлінський кінофестиваль (2010)
  - Приз глядацьких симпатій програми «Панорама»
  - Приз міжнародного комітету з амністії
- Міжнародний кінофестиваль у Сієтлі (2010)
  - Приз «Золоте вушко голки» за найкращий документальний фільм
- Міжнародний кінофестиваль у Сан-Паулу (2010)
  - Приз міністерства закордонних справ за найкращий документальний фільм

## Номінації
Загалом стрічка отримала 3 номінації, зокрема:
- Фестиваль «Санденс» (2010)
  - Ґран-прі журі в категорії «Найкращий документальний фільм» програми «Світове кіно»
- Нагороди британського незалежного кіно (2010)
  - Нагорода «Британський незалежний фільм» у категорії «Найкращий документальний фільм»
- «Оскар» (2011)
  - Найкращий документальний фільм